# Distretto di Concepción (Ayacucho)
Il distretto di Concepción è uno degli otto distretti della provincia di Vilcas Huamán, in Perù. Si trova nella regione di Ayacucho e si estende su una superficie di 243,19 chilometri quadrati.

Istituito il 19 novembre 1954, ha per capitale la città di Concepción; nel censimento del 2005 contava 3.291 abitanti.